# Campeonato Europeu de Atletismo em Pista Coberta de 2013 - Salto em altura feminino
A prova do salto em altura feminino do Campeonato Europeu de Atletismo em Pista Coberta de 2013 foi disputada entre os dias 2 e 3 de março de 2013 no Scandinavium em Gotemburgo, Suécia.

## Recordes
Antes desta competição, os recordes mundiais e do campeonato nesta prova eram os seguintes:
|                       | Nome            | Nacionalidade | Altura  | Local      | Data                   |
| --------------------- | --------------- | ------------- | ------- | ---------- | ---------------------- |
| Recorde mundial       | Kajsa Bergqvist | Suécia        | 2m 08cm | Arnstadt   | 4 de fevereiro de 2006 |
| Recorde do campeonato | Tia Hellebaut   | Bélgica       | 2m 05cm | Birmingham | 3 de março de 2007     |
| Recorde europeu       | Kajsa Bergqvist | Suécia        | 2m 08cm | Arnstadt   | 4 de fevereiro de 2006 |

## Medalhistas
| Ouro              | Prata               | Bronze                   |
| Ruth Beitia (ESP) | Ebba Jungmark (SWE) | Emma Green Tregaro (SWE) |

## Cronograma
Todos os horários são locais (UTC+2).
| Data       | Hora  | Evento       |
| ---------- | ----- | ------------ |
| 2 de março | 11:55 | Qualificação |
| 3 de março | 16:40 | Final        |

## Resultados

### Qualificação
Qualificação: 1,94 m (Q) ou os 8 melhores qualificados (q). 
| Posição | Atleta                  | Nacionalidade | 1.80 | 1.85 | 1.89 | 1.92 | 1.94 | Resultados | Notas           |
| ------- | ----------------------- | ------------- | ---- | ---- | ---- | ---- | ---- | ---------- | --------------- |
| 1       | Ruth Beitia             | Espanha       | –    | o    | o    | o    | -    | 1.92       | q               |
| 1       | Emma Green Tregaro      | Suécia        | –    | o    | o    | o    | -    | 1.92       | q               |
| 1       | Venelina Veneva-Mateeva | Bulgária      | o    | o    | o    | o    | -    | 1.92       | q               |
| 4       | Tia Hellebaut           | Bélgica       | –    | o    | xo   | o    | -    | 1.92       | q               |
| 5       | Mirela Demireva         | Bulgária      | o    | o    | o    | xo   | x-   | 1.92       | q,              |
| 5       | Ebba Jungmark           | Suécia        | o    | o    | o    | xo   | x-   | 1.92       | q, =            |
| 7       | Anna Iljuštšenko        | Estónia       | o    | o    | xxo  | xo   | xx-  | 1.92       | q               |
| 8       | Alessia Trost           | Itália        | o    | o    | xo   | xxo  | xxx  | 1.92       | q               |
| 9       | Melanie Melfort         | França        | o    | xo   | xo   | xxo  | xxx  | 1.92       |                 |
| 10      | Olena Holosha           | Ucrânia       | o    | o    | o    | xxx  |      | 1.89       |                 |
| 11      | My Nordström            | Suécia        | o    | xo   | o    | xxx  |      | 1.89       |                 |
| 11      | Ana Šimić               | Croácia       | o    | xo   | o    | xxx  |      | 1.89       |                 |
| 13      | Valeryia Bahdanovich    | Bielorrússia  | o    | o    | xo   | xxx  |      | 1.89       | Recorde pessoal |
| 14      | Eleriin Haas            | Estónia       | xxo  | xxo  | xo   | xxx  |      | 1.89       |                 |
| 15      | Daniela Stanciu         | Roménia       | o    | o    | xxx  |      |      | 1.85       |                 |
| 16      | Iryna Herashchenko      | Ucrânia       | xo   | xo   | xxx  |      |      | 1.85       |                 |
| 17      | Kamila Stepaniuk        | Polónia       | o    | xxo  | xxx  |      |      | 1.85       |                 |
| 18      | Esthera Petre           | Roménia       | o    | -    | xxr  |      |      | 1.80       |                 |
| 18      | Kateryna Tabashnyk      | Ucrânia       | o    | xxx  |      |      |      | 1.80       |                 |

### Final
A final foi realizada às 16:40 no dia 3 de março de 2013.  
| Posição           | Atleta                  | Nacionalidade | 1.82 | 1.87 | 1.92 | 1.96 | 1.99 | 2.02 | Resultados | Notas                |
| ----------------- | ----------------------- | ------------- | ---- | ---- | ---- | ---- | ---- | ---- | ---------- | -------------------- |
| Medalha de ouro   | Ruth Beitia             | Espanha       | –    | o    | o    | o    | xo   | xxx  | 1.99       | Recorde da temporada |
| Medalha de prata  | Ebba Jungmark           | Suécia        | o    | o    | o    | o    | xxx  |      | 1.96       | =                    |
| Medalha de bronze | Emma Green Tregaro      | Suécia        | –    | o    | o    | xo   | xxx  |      | 1.96       | Recorde da temporada |
| 4                 | Anna Iljuštšenko        | Estónia       | o    | o    | o    | xxx  |      |      | 1.92       |                      |
| 4                 | Alessia Trost           | Itália        | o    | o    | o    | xxx  |      |      | 1.92       |                      |
| 6                 | Venelina Veneva-Mateeva | Bulgária      | o    | xo   | o    | xxx  |      |      | 1.92       |                      |
| 7                 | Mirela Demireva         | Bulgária      | o    | o    | xxx  |      |      |      | 1.87       |                      |
| 8                 | Tia Hellebaut           | Bélgica       | o    | xo   | xxx  |      |      |      | 1.87       |                      |

Legenda
| Recorde mundial       | Recorde mundial (World record)               |                       | Recorde africano                      | Recorde africano (African) |                                           | Q | Classificado por posição (Qualified) |
| Recorde do campeonato | Recorde do campeonato (Championship record)  | Recorde da América    | Recorde da América (Americas)         | q                          | Classificado por melhor tempo (Qualified) |   |                                      |
| Melhor marca do ano   | Melhor marca do ano (World leading)          | Recorde asiático      | Recorde asiático (Asian)              | DNS                        | Não largou (Did not start)                |   |                                      |
| Recorde nacional      | Recorde nacional (National record)           | Recorde europeu       | Recorde europeu (European)            | DNF                        | Não terminou (Did not finish)             |   |                                      |
| Recorde pessoal       | Recorde pessoal do atleta (Personal best)    | Recorde da Oceania    | Recorde da Oceania (Oceania)          | DSQ / DQ                   | Desclassificado (Disqualified)            |   |                                      |
| Recorde da temporada  | Recorde da temporada do atleta (Season best) | Recorde sul-americano | Recorde sul-americano (South America) | NM                         | Sem marca (No mark)                       |   |                                      |